# Laurent Depouilly
Laurent Depouilly, né le 26 octobre 1963 à Asnières-sur-Seine en Île-de-France, est un patineur et entraîneur français de patinage artistique. Il a été champion de France en 1986.

## Biographie

### Carrière sportive
Au cours de sa carrière amateur,après avoir été champion de France junior en 1980, et représente la France aux championnats du monde juniors à Megève la même année. Il monte 4 fois sur le podium des championnats de France entre 1983-1986, notamment sur la plus haute marche lors des championnats de 1986 à Franconville.
Il obtient des médailles d'or lors de plusieurs compétitions internationales juniors et obtient une 3e place au Nebelhorn Trophy en senior. Aux championnats d'Europe, son meilleur résultat est une 8e place en 1986 à Copenhague. Aux championnats du monde, son meilleur classement est sa 11e place en 1983 à Helsinki. Quant aux Jeux olympiques, il ne représente la France que pour les jeux de Sarajevo en 1984, au côté de Jean-Christophe Simond, et s'y classe 15e.

### Reconversion
Dès 1986, Laurent Depouilly s'oriente très vite vers une carrière d'entraîneur. Il travaille avec son épouse Nathalie et commence au club de patinage de la patinoire Bocquaine à Reims de 1986 à 1992, puis au Club Olympique de Courbevoie de 1992 à 1994, au SCA 2000 d'Evry de 1994 à 1997 et au Skating Club de Villenave-d'Ornon de 1997 à 2011.
Alors qu'il travaille au sein de la FFSG, en tant que responsable National du Plan de Développement du Patinage, la direction technique nationale lui demande de prendre en charge l'entrainement d'octobre 2003 à janvier 2005, le patineur français Brian Joubert qui deviendra champion du monde en 2007. Ils retravaillent ensemble d'avril 2009 à mai 2010 pour les Jeux Olympiques de Vancouver, date à laquelle Laurent Depouilly souhaite mettre fin à leur collaboration pour des raisons personnelles.
Alors que la patinoire de Villenave-d'Ornon ferme ses portes en juillet 2011, il décide de prendre la direction de l'Afrique du Sud, au Cap, pour travailler en tant que « Coaching Director » de la patinoire Ice Station Rink. Il y reste en poste jusqu'en août 2014. Un an plus tard, il rejoint les États-Unis en mai 2015 pour entrainer au sein de la patinoire de Fairfax Ice Arena, responsable de « Virginia Ice Skating Academy ».
Aujourd'hui , il est en poste d'entraîneur principal du Club Olympique de Courbevoie (92400), dans la banlieue Ouest de Paris. Il a la charge des disciplines individuelles et du couple artistique.
Sa fille Chloé Depouilly est également patineuse artistique.
Avec son épouse Nathalie, il a parfois été consultant sportif de la chaîne Paris Première.

## Palmarès
| Compétitions principales      | 1980    | 1981    | 1982    | 1983    | 1984    | 1985    | 1986    |  |  |  |  |  |  |  |
| Jeux olympiques d'hiver       |         |         |         |         | 15e     |         |         |  |  |  |  |  |  |  |
| Championnats du monde         |         |         |         | 11e     |         |         | 15e     |  |  |  |  |  |  |  |
| Championnats d'Europe         |         |         |         | 9e      | 11e     |         | 8e      |  |  |  |  |  |  |  |
| Championnats de France        |         |         |         | 2e      | 2e      | 3e      | 1er     |  |  |  |  |  |  |  |
| Championnats du monde juniors | 7e      |         |         |         |         |         |         |  |  |  |  |  |  |  |
|                               |         |         |         |         |         |         |         |  |  |  |  |  |  |  |
| Autre Compétition             | 1979/80 | 1980/81 | 1981/82 | 1982/83 | 1983/84 | 1984/85 | 1985/86 |  |  |  |  |  |  |  |
| Skate America                 |         |         | 10e     |         |         |         |         |  |  |  |  |  |  |  |
| Skate Canada                  |         |         |         |         | 6e      | 6e      |         |  |  |  |  |  |  |  |
|                               |         |         |         |         |         |         |         |  |  |  |  |  |  |  |

## Liens et Sources
- "Le livre d'or du patinage" d'Alain Billouin, édition Solar, 1999

- Ressource relative au sport :   - Olympedia
- (en) Profil olympique de Laurent Depouilly sur sports-reference.com (archivé)